# Sydower Fließ
Sydower Fließ is een gemeente in de Duitse deelstaat Brandenburg, en maakt deel uit van het Landkreis Barnim.
Sydower Fließ telt 977 inwoners..